# Юнацька збірна США з футболу (U-17)
Юнацька збірна США з футболу (U-17) — національна футбольна збірна США, що складається із гравців віком до 17 років. Керівництво командою здійснює Федерація футболу США.
Головним континентальним турніром для команди є Юнацький чемпіонат КОНКАКАФ з футболу (U-17), успішний виступ на якому дозволяє отримати путівку на Чемпіонат світу (U-17). Також може брати участь у товариських і регіональних змаганнях. Протягом 1980-х років також функціонувала й у форматі U-16.

## Виступи на міжнародних турнірах

### Чемпіонат світу (U-17)
| Рік    | Раунд              | Місце              | І                  | В                  | Н                  | П                  | Г+                 | Г-                 | РГ                 |
| ------ | ------------------ | ------------------ | ------------------ | ------------------ | ------------------ | ------------------ | ------------------ | ------------------ | ------------------ |
| 1985   | груповий етап      | 12-е               | 3                  | 1                  | 0                  | 2                  | 3                  | 5                  | −2                 |
| 1987   | груповий етап      | 13-е               | 3                  | 1                  | 0                  | 2                  | 3                  | 5                  | −2                 |
| 1989   | груповий етап      | 9-е                | 3                  | 1                  | 1                  | 1                  | 5                  | 7                  | −2                 |
| 1991   | чвертьфінали       | 5-е                | 4                  | 3                  | 0                  | 1                  | 6                  | 2                  | +4                 |
| 1993   | чвертьфінали       | 7-е                | 4                  | 1                  | 1                  | 2                  | 8                  | 8                  | 0                  |
| 1995   | груповий етап      | 15-е               | 3                  | 0                  | 0                  | 3                  | 1                  | 6                  | −5                 |
| 1997   | груповий етап      | 11-е               | 3                  | 1                  | 0                  | 2                  | 4                  | 7                  | −3                 |
| 1999   | четверте місце     | 4-е                | 6                  | 3                  | 1                  | 2                  | 9                  | 8                  | +1                 |
| 2001   | груповий етап      | 15-е               | 3                  | 0                  | 0                  | 3                  | 3                  | 8                  | −5                 |
| 2003   | чвертьфінали       | 5-е                | 4                  | 2                  | 0                  | 2                  | 8                  | 7                  | +1                 |
| 2005   | чвертьфінали       | 5-е                | 4                  | 2                  | 1                  | 1                  | 7                  | 5                  | +2                 |
| 2007   | 1/8 фіналу         | 16-е               | 4                  | 1                  | 0                  | 3                  | 7                  | 9                  | −2                 |
| 2009   | 1/8 фіналу         | 12-е               | 4                  | 2                  | 0                  | 2                  | 4                  | 4                  | 0                  |
| 2011   | 1/8 фіналу         | 12-е               | 4                  | 1                  | 1                  | 2                  | 4                  | 6                  | −2                 |
| 2013   | не кваліфікувалася | не кваліфікувалася | не кваліфікувалася | не кваліфікувалася | не кваліфікувалася | не кваліфікувалася | не кваліфікувалася | не кваліфікувалася | не кваліфікувалася |
| 2015   | груповий етап      | 21-е               | 3                  | 0                  | 1                  | 2                  | 3                  | 8                  | −5                 |
| 2017   | чвертьфінали       | 7-е                | 5                  | 3                  | 0                  | 2                  | 11                 | 7                  | +4                 |
| 2019   | груповий етап      | 20-е               | 3                  | 0                  | 1                  | 2                  | 1                  | 8                  | −7                 |
| 2021   | не визначено       | не визначено       | не визначено       | не визначено       | не визначено       | не визначено       | не визначено       | не визначено       | не визначено       |
| Усього | 17/19              | 4-те місце         | 60                 | 22                 | 6                  | 32                 | 86                 | 102                | –16                |